# Scandal (Kangta & Vanness-album)
A Scandal a Kangta & Vanness, Kangta koreai és Vanness Wu tajvani énekesek duójának bemutatkozó nagylemeze.  A Scandal több dalát mind koreai mind mandarin nyelven is felvették, két szám videóklipet is kapott. A lemez 2006-ban jelent meg Dél-Koreában, Tajvanon, Hongkongban és Japánban.
A Scandal mandarin nyelvű változatát jelölték a Top 10 Gold Songs kategóriában a Hong Kong TVB8 Awardson, melyet a TVB8 televíziós csatorna rendezett meg 2006-ban.

## Kiadás és promóció
A Scandalt Dél-Koreában vették fel az SM Entertainment gondozása alatt. Kangta & Vanness 2006 májusában Bangkokban, az MTV Asia Awardson mutatta be a Scandalt, amikor előadták az album címadó dalát a záró ceremónia alatt. Hivatalosan 2006 májusában a szöuli Jonsze Egyetemen a The 1st Showcase Scandal rendezvény során jelentették be a lemezt, amikor előadták a Scandal és a 127 Days című számokat. 2006. május 19-én az SM Entertainment kiadásában megjelent a Scandal Dél-Koreában. Ez a kiadás öt koreai nyelvű dalt tartalmazott a címadó dal angol nyelvű változata mellett. A Scandalnek videóklipje is jelent meg, melyben Kangta és Vanness táncpárbajt vívnak egymással, a videóban Lina, a The Grace koreai lánybanda egyik tagja is megjelenik. Később a 127 Daysnek is jelent meg klipje, ebben a The Grace egy másik tagja, Stephanie tűnik fel.
2006 júniusában a Sony Music Taiwan kiadásában megjelent a Scandal Tajvanon és Hongkongban, majd nem sokkal később Japánban is. Ezen kiadványok eltérő borítóval rendelkeznek, az eredeti verzión is megjelenő négy mandarin nyelvű szám mellett a Faint... című dalt váltó One Step kapott helyet. Bizonyos kiadásokhoz egy DVD-t is mellékeltek, amelyen a Scandal videóklipje és a The 1st Showcase Scandal rendezvény felvételei kaptak helyet. Az album néhány verziójához az F4 – egy tajvani fiúbanda, amelynek Vanness is a tagja volt – ajándéktárgyakat csomagoltak. Néhány változaton kihagyták a Scandal angol nyelvű verzióját. Ezzel egyidejűleg Dél-Koreában megjelent az album „Repackage” változata, amely az ázsiai kiadásokkal megegyező számlistát és egy DVD-t tartalmazott, amely a Scandal és a 127 Days koreai és mandarin nyelvű klipjeit, az albumhoz készült promóciós képek készítésekor felvett kisfilmet és a 127 Days videójának werkfilmjét tartalmazza, emellett a borítója is eltérő.
A lemez „Commemorative Collectible” változata 2006 augusztusában jelent meg Koreán kívül és teljes mértékben megegyezik a koreai „Repackage” kiadással. Kangta & Vanness 2006 folyamán Ázsia-szerte népszerűsítette a Scandalt.

## Számlista
| Cím | Számlista |
| --- | --- |
| Scandal - Megjelent: 2006. május 19. (Dél-Korea)                                                                           | 1. Scandal (koreai verzió) 2. 127日 (127 Days) (koreai verzió) 3. Good Vibration (koreai verzió) 4. One Day (koreai verzió) 5. 한걸음 (Faint...) (koreai verzió) 6. Scandal (angol verzió) |
| Scandal - Megjelent: 2006. június 18. (Tajvan és Hongkong) 2006. július 4. (Japán)                                         | 1. Scandal (mandarin verzió) 2. 127日 (127 Days) (mandarin verzió) 3. Good Vibration (mandarin verzió) 4. One Day (mandarin verzió) 5. Scandal (koreai verzió) 6. 127日 (127 Days) (koreai verzió) 7. Good Vibration (koreai verzió) 8. One Day (koreai verzió) 9. 一步 (One Step) (koreai verzió) 10. Scandal (angol verzió) |
| Scandal Repackage - Megjelent: 2006. június 18. Scandal Commemorative Collectible Edition - Megjelent: 2006. augusztus 13. | CD: 1. Scandal (mandarin verzió) 2. 127日 (127 Days) (mandarin verzió) 3. Good Vibration (mandarin verzió) 4. One Day (mandarin verzió) 5. Scandal (koreai verzió) 6. 127日 (127 Days) (koreai verzió) 7. Good Vibration (koreai verzió) 8. One Day (koreai verzió) 9. 一步 (One Step) (koreai verzió) 10. Scandal (angol verzió) DVD: 1. Scandal videóklip (koreai verzió) 2. Scandal videóklip (mandarin verzió) 3. 127 Days videóklip (koreai verzió) 4. 127 Days videóklip (mandarin verzió) 5. Fotózáskor készült kisfilm 6. Így készült: a 127 Days videóklipje |